# PSYCHIC FEVER from EXILE TRIBE
PSYCHIC FEVER from EXILE TRIBE（日語：サイキック・フィーバー・フロム・エグザイル・トライブ），簡稱PsyFe（サイフィ），是日本男子音樂組合，隸屬於LDH JAPAN，為EXILE TRIBE旗下成員之一。團體於2019年成軍，2022年正式出道，現有7名成員，皆持麥克風表演，兼具舞蹈、主唱與饒舌能力，風格多元。代表色為螢光綠，粉絲名為「Forever」。

## 團體簡介
PSYCHIC FEVER from EXILE TRIBE是由日本LDH JAPAN所屬、從旗下培訓機構EXPG STUDIO選拔出來的成員所組成的七人男子音樂團體，隸屬於大型藝能企劃EXILE TRIBE。並於「BATTLE OF TOKYO」中亮相。為拓展曝光與實戰經驗，自組成後即展開47都道府縣巡演，吸引超過4萬人觀賞。
2022年7月13日，發行首張專輯《P.C.F》正式出道，團名亦更名為「PSYCHIC FEVER from EXILE TRIBE」。同年與BALLISTIK BOYZ一同赴泰國展開長期活動，拓展海外市場。
團體名稱中的「PSYCHIC」象徵超越常人的能力，「FEVER」則代表點燃觀眾情緒的能量，整體概念融合強烈舞台表現與音樂多樣性，涵蓋J-POP、舞曲、嘻哈等風格。
2025年與Warner Music Group簽約，目標打入全球音樂市場，成為國際級團體。

## 成員
| 藝名                | 本名                 | 出生年月日    | 出身地         | 血型 | 特色與背景                                                       |
| ------------------- | -------------------- | ------------- | -------------- | ---- | ---------------------------------------------------------------- |
| Tsurugi（剣）       | 髙橋剣               | 1997年4月9日  | 兵庫縣         | A型  | 擅長嘻哈舞與空手道，小學六年級起就讀EXPG大阪校，EXPG Pro出身。   |
| 中西椋雅（Ryoga）   | 中西椋雅             | 1998年6月8日  | 兵庫縣神戶市   | O型  | 4歲學舞，9歲進EXPG大阪校，為饒舌擔當。                           |
| 渡邊廉（Ren）       | 渡邊廉               | 2000年2月8日  | 神奈川縣       | 不明 | 擅長饒舌與Beatbox，小四學舞，進EXPG橫濱校。                      |
| JIMMY               | オサイ・ジミー・和輝 | 2000年2月26日 | 愛知縣名古屋市 | A型  | 父為奈及利亞人、母為日本人。小四學舞，為VBA5饒舌部門決賽入圍者。 |
| 小波津志（Kokoro）  | 小波津志             | 2000年11月9日 | 沖繩縣うるま市 | O型  | 小一學舞，進EXPG沖繩校，主唱擔當。                               |
| 半田龍臣（Ryushin） | 半田龍臣             | 2001年12月1日 | 神奈川縣       | A型  | 2017年起進EXPG東京校，以舞蹈與魅力著稱。                         |
| WEESA（イーサ）     | 彩木瑋嗣             | 2004年2月26日 | 愛知縣名古屋市 | O型  | 父為摩洛哥人、母為韓國人。進入EXPG名古屋校後嶄露頭角。主唱擔當。 |

前成員
- Hanatarou（2020年退出）
- Sam（2022年退出）

## 音樂作品

### 專輯
- 《P.C.F》（2022年7月13日）－ Oricon週榜第2名

### 迷你專輯（EP）
- 《Psychic File I》（2023年5月17日）－ Oricon第3名
- 《Psychic File II》（2024年4月3日）－ Oricon第2名

### 代表單曲
- Hotline（2022年）
- Choose One（2022年）
- Rich & Bad（2023年）
- Baku Baku（2023年）
- Just Like Dat（2024年）
- Paradise（2025年）
- What's Happenin'（2025年）
- Wonder Woman（2025年）

## 海外活動
2022年9月至2023年1月，與BALLISTIK BOYZ一同赴泰國進行長期活動，參與當地音樂節與節目錄製，拓展國際知名度。2025年與Warner Music Group簽約，計畫進軍全球音樂市場，朝Billboard榜單邁進。

## 現場演出與媒體露出
- 2021年：參與三代目 J SOUL BROTHERS 巡演《THIS IS JSB》開場演出。
- 2025年：舉辦「PSYCHIC FEVER LIVE TOUR 2025 "EVOLVE"」，並於「JAPAN EXPO 2025 LDH DAY SPECIAL "Jr.EXILE LIVE"」登台演出。
- 固定出演朝日電視台節目《Roppongi Metameta RADIO》。
- 製作自家YouTube節目《New School Breakin'》。
- 登上《THE FIRST TAKE》，演唱〈Just Like Dat〉。

## 粉絲文化
- 粉絲名稱：Forever
- 官方簡稱：PsyFe（サイフィ）
- 代表色：螢光綠

## 未來展望
PSYCHIC FEVER 以「從日本走向世界」為目標，持續挑戰音樂、舞蹈、表演與跨文化合作，並致力於打造世界級娛樂品牌，發展多語種作品與全球巡演。

## 外部連結
- 官方網站
- YouTube頻道
- Instagram官方帳號
- X（前Twitter）官方帳號